# Андромеда (сазвежђе)
Андромеда је сазвежђе северног неба које се налази недалеко од Пегаза. Назив је добило по принцези Андромеди из грчке митологије, а њено име дословно значи „Чувар људи“. У овом сазвежђу се голим оком могу видети 92 звезде. Најсјајније су: Алферац, Мирах и Алмах. У овом сазвежђу је чувена Андромедина галаксија М31.